# Schlaflos in Schwabing
Schlaflos in Schwabing ist eine deutsche Fernseh-Komödie aus dem Jahr 2012.
Der Liebesfilm wurde vom 10. Oktober bis 11. November 2010 in München gedreht. Seine Erstausstrahlung hatte er am 1. September 2012 in der ARD. Dabei wurde er von 4,13 Mio. Zuschauern gesehen, was einem Marktanteil von etwa 16,0 Prozent entsprach.

## Handlung
Fanny Burkhard betreibt mit ihrem Geschäftspartner und Ex-Freund Roland Beck eine Unternehmensberatung. Sie sind auf feindliche Übernahmen spezialisiert. Immer dann, wenn große Konzerne kleine Firmen aufkaufen wollen, werden sie gerufen. Das Geschäft ist äußerst lukrativ und erfolgreich. Unglücklicherweise läuft es in der Liebe weit weniger gut. Roland hatte sie einst für eine jüngere Frau verlassen. Das machte ihr so zu schaffen, dass sie seit drei Jahren an Schlaflosigkeit leidet. Mit der Eröffnung eines neuen Büros in Hongkong erhofft sie sich den nötigen Abstand, den sie braucht. Aber bevor sie das Projekt angehen kann, muss sie für ein chinesisches Unternehmen, das eine kleine deutsche Spielefirma übernehmen will, ein letztes Geschäft zum Abschluss bringen. Noch bevor die erste Kaufofferte vorliegt, muss sie Informationen über den Firmengründer einholen.
Sie ist überrascht, als sie feststellen muss, dass der Geschäftsführer der kauzige Spieleerfinder Christian ist. Es ist ihr Nachbar aus ihrer alten Studenten-WG. Er hatte ihrer besten Freundin Nicole einst das Herz gebrochen. Sie organisiert eine Zufallsbegegnung, bei der sie Kontakt zu ihm knüpft. Fortan spioniert sie ihn aus und muss feststellen, dass er ihr gefällt und es ihr immer schwerer fällt, ihn zu hintergehen. Es macht die Situation auch nicht einfacher, dass ihr 20-jähriger Neffe Florian sich sehr gut mit Christians hübscher Tochter Marie versteht. Das Gefühlschaos wird immer ausgeprägter, als nicht nur Roland Ergebnisse fordert, sondern Fanny auch noch versucht, ihre Gefühle für Christian vor Nicole zu verheimlichen.

## Kritiken
„Romantische Fernsehkomödie über eine Karrierefrau im unerwarteten moralischen Dilemma.“

„Die romantische Komödie von TV-Regisseurin Christine Kabisch nach einer Vorlage von Edda Leesch […] überzeugt weniger durch eine originelle Geschichte, als durch das Spiel des gut aufgelegten Darstellerensembles.“

„Seichte Kost, wenn auch prima gespielt“